# Liste der Schiffe der Reichsflotte

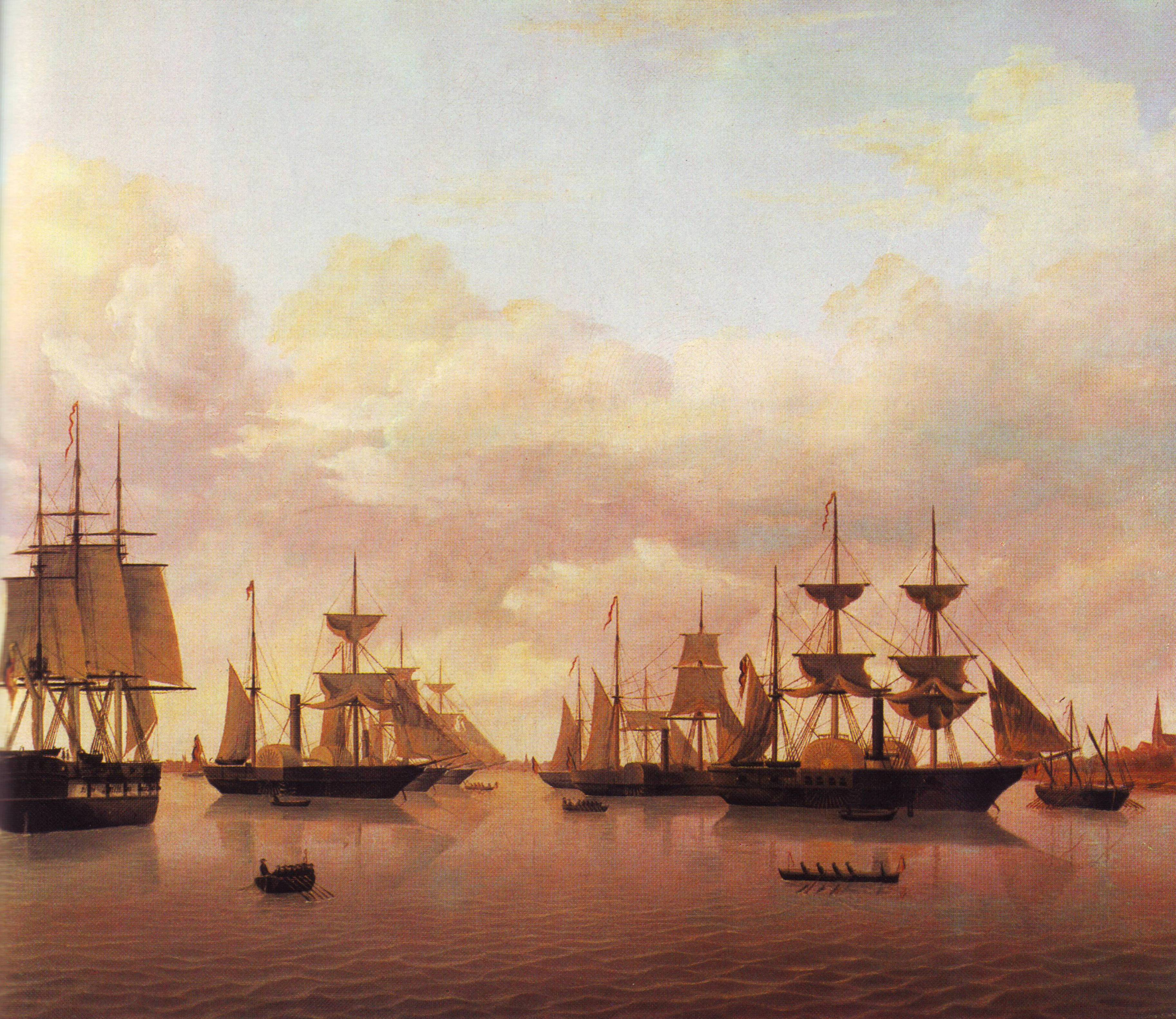
Reichsflotte vor Bremerhaven, wo sie einen Stützpunkt hatte

Die Liste der Schiffe der Reichsflotte umfasst alle Schiffe, die von 1848 bis 1852 zur Reichsflotte des Deutschen Reiches bzw. (ab Ende 1849) des Deutschen Bundes gehörten. 1852/1853 wurden sie verkauft, da kein Staat im Deutschen Bund die Kosten für die Flotte übernehmen wollte. Manche der Schiffe waren noch Jahrzehnte im Dienst anderer Flotten oder im Privatbesitz.

## Schiffe
| Herkunft                                                                              | Name und Beschreibung | späterer Gebrauch | Bild                |
| ------------------------------------------------------------------------------------- | --- | --- | ------------------- |
| Britannia, Bau bei Robert Duncan in Greenock (Schottland), Stapellauf 5. Februar 1840 | Barbarossa, hölzerne Fregatte, Raddampfer | seit 1852 in der preußischen Marine, dann Norddeutsche und Kaiserliche Marine, Außerdienststellung 5. Mai 1880                                                                                                 | SMSBarbarossa       |
| Leeds, Bau bei Johann Marbs, Hamburg, Stapellauf 22. Juni 1842                        | Bremen, hölzerne Korvette, Raddampfer, gekauft für die Hamburger Flottille 23. Juni 1848                                                                                            | Verkauf an die General Steam Navigation Company, London 12. Dezember 1852; Hannover seit März 1853; Abtakelung Februar 1868                                                                                    |                     |
| Alfred, Bau in Chittagong (Ostindien), Stapellauf 1818                                | Deutschland, hölzerne Fregatte, Vollschiff, der Reichsflotte von der Hamburger Flottille zur Verfügung gestellt 1848, Verkauf an die Reichsflotte als Schulschiff 21. Dezember 1848 | Verkauf an Roessingh & Mummy 18. August 1852, aus dem Schiffsregister 1858 (vermutlich von der chinesischen Marine weiterverwendet)                                                                            |                     |
| Gefion, Bau bei der Neuen Königlichen Werft, Kopenhagen                               | Eckernförde, hölzerne Fregatte, Vollschiff, Inbesitznahme des dänischen Schiffs am 5. April 1849                                                                                    | Übergabe an die Preußische Marine 11. Mai 1852 (dort wieder Gefion), Norddeutsche Marine, Kaiserliche Marine, Außerdienststellung 5. Mai 1880, Abwrackung 1891                                                 |                     |
| Acadia, Bau bei John Wood, Port Glasgow, Stapellauf April 1840                        | Erzherzog Johann, hölzerne Fregatte, Raddampfer, Indienststellung Reichsflotte 15. Dezember 1848                                                                                    | Verkauf an W. A. Fritze und Karl Lehmkuhl, Bremen, 16. März 1853; Germania seit 2. August 1853; britisches Transportschiff im Krimkrieg 1855/1856; Verkauf zum Abwracken an Mr. Marks, Greenwich, Oktober 1857 |                     |
| Cazique (Tarnname), Bau bei William Patterson, Bristol, Stapellauf 1848               | Frankfurt, hölzerne Korvette, Indienststellung Frühjahr 1849 | Verkauf an die General Steam Navigation Company, London 12. Dezember 1852, Holland seit März 1853; zum Abwracken verkauft Dezember 1878                                                                        |                     |
| Franklin, Bau bei J. A. Meyer, Lübeck, Bielbrief am 7. Oktober 1835                   | Franklin, hölzerne Korvette, Bark, zur Verfügung gestellt von der Reederei Rob. M. Sloman 13. September 1848                                                                        | Rückgabe an die Reederei 6. Februar 1849; verschollen 1872 |                     |
| Inca (Tarnlauf), Bau bei William Patterson, Bristol, Stapellauf 1848                  | Großherzog von Oldenburg, hölzerne Korvette, Raddampfer, Indienststellung Frühjahr 1849                                                                                             | Verkauf an die General Steam Navigation Company, London 12. Dezember 1852; seit März 1853 Belgium, Auflegung in London Juli 1875, Abtakelung 1877                                                              |                     |
| Hamburg, Bau bei Bernhard Wencke, Bremen, Stapellauf 6. April 1841                    | Hamburg, hölzerne Korvette, Raddampfer, Indienststellung 15. Dezember 1848 | Verkauf an die General Steam Navigation Company, London 12. Dezember 1852; als Denmark Abwrackung Juli 1859 | Radkorvette Hamburg |
| United States, Bau bei William Henry Webb, New York, Stapellauf 20. August 1847       | Hansa, hölzerne Fregatte, Raddampfer, Ankauf durch die Reichsflotte 17. Februar 1849; Indienststellung als Flaggschiff 18. März 1850                                                | Verkauf an W. A. Fritze und Karl Lehmkuhl, Bremen 16. März 1853; gesunken 4. Mai 1866 |                     |
| Cora (Tarnname), Bau bei William Patterson, Bristol, Stapellauf 1848                  | Der Königliche Ernst August, hölzerne Korvette, Raddampfer, seit Oktober 1848 | Verkauf an die General Steam Navigation Company, London 12. Dezember 1852; Edinburgh seit März 1853; verloren gegangen in Varna (Bulgarien) (Krimkrieg) März 1855                                              |                     |
| Robert Napier, Bau bei S. & H. Morton & Co., Leith Stapellauf 1844                    | Lübeck, hölzerne Korvette, Raddampfer | Verkauf an die General Steam Navigation Company, London 12. Dezember 1852; Auflegung März 1854; Abwrackung Oktober 1858                                                                                        |                     |

## Ruderkanonenboote
In den Jahren 1848 und 1849 wurden 27 Ruderkanonenboote (Kanonenschaluppen) gebaut, und zwar auf verschiedenen Werften an der Elbe, Ems und Weser. Bei Auflösung der Reichsflotte wurden sie nach Bremen verkauft, das Boot Nr. 27 (die ehemalige St. Pauli der Hamburger Flottille) nach Lübeck.

## Belege
1. ↑  Arnold Kludas: Die Kriegsschiffe des Deutschen Bundes 1848-1853. In: Walther Hubatsch (Hrsg.): Die erste deutsche Flotte 1848-1853, E. S. Mittler und Sohn, Herford / Bonn 1981, S. 51–60, hier S. 60.